# Jrarbi
Jrarbi (en arménien Ջրարբի ; anciennement Jrarati trchnafabrika) est une communauté rurale du marz d'Armavir, en Arménie. Elle compte 1 686 habitants en 2009.